# جيسيكا لونغ
جيسيكا تاتيانا لونغ (بالإنجليزية: Jessica Tatiana Long) PLY (مواليد 29 فبراير 1992)، هي سباحة بارالمبية أمريكية الجنسية روسية المولد، ترجع أصولها إلى مدينة بالتيمور. تنافس لونغ رياضيا في الفئات إس 8 وإس بي 7 وإس إم 8. حطمت لونغ العديد من الأرقام القياسية العالمية وشاركت في ست ألعاب بارالمبية، فازت خلالها بما مجموعه 30 ميدالية، منها 17 ذهبية. كما حصدت أكثر من 50 ميدالية في بطولات العالم.

## طفولتها ونشأتها
وُلدت لونغ باسم تاتيانا أوليجوفنا كيريلوفا في براتسك في روسيا، لوالدين مراهقين غير متزوجين، يبلغان حينها من العمر 18 و17 عاماً على التوالي. تبناها والدان أمريكيان عندما كانت في الثالثة عشرة من عمرها. بسبب معاناتها من انعدام النصف الشظوي للطرف، بُترت ساقاها عندما كانت في الثامنة عشرة من عمرها. تعلمت بعدها المشي بالأطراف الصناعية. مارست لونغ العديد من الرياضات أبرزها الجمباز والتزلج على الجليد وركوب الدراجات والترامبولين وتسلق الجبال. بدأت السباحة في مسبح بيت أجدادها قبل أن تنضم إلى أول ناد رياضي في عام 2002. في العام الذي تلى، اختيرت لونغ سباحة العام 2003 في ماريلاند على مستوى السباحة لذوي الاحتياجات الخاصة. تدربت لونغ مع نادي شمال بالتيمور المائي. جوشوا شقيق لونغ هو أيضا تبناه نفس الزوجان في نفس الوقت من نفس دار الأيتام بمنطقة سيبيريا.

## مسارها الرياضي

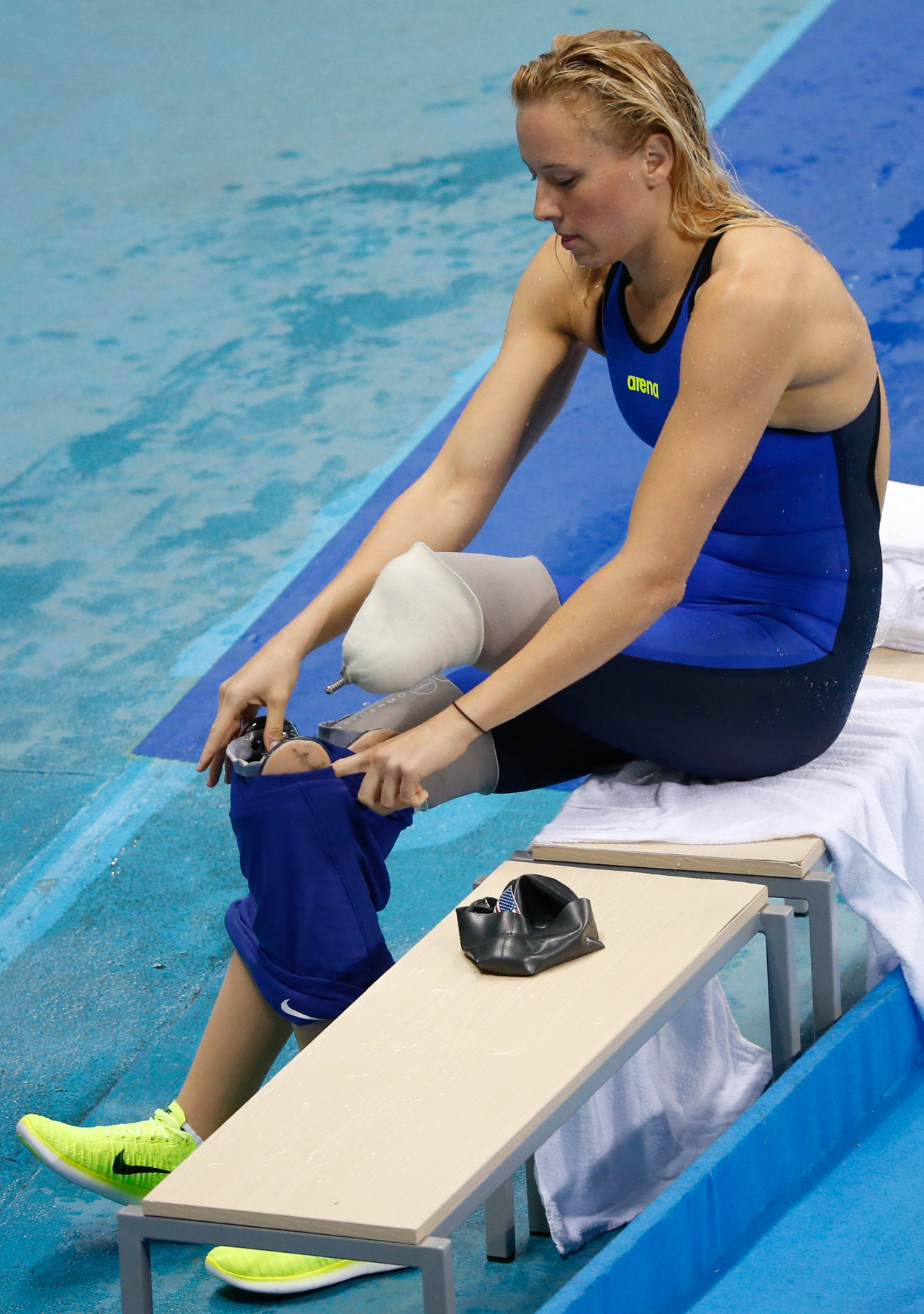
جيسيكا لونغ في الألعاب البارالمبية الصيفية 2016

كانت أول مشاركة دولية لجيسيكا لونغ في الألعاب البارالمبية الصيفية 2004 في أثينا، وهناك فازت بثلاث ميداليات ذهبية في منافسات السباحة. كانت حينها لا زالت في الثانية عشرة من عمرها، وكانت أصغر متنافسة في الفريق البارالمبي الأمريكي.
حطمت لونغ سنة 2006 الرقم القياسي العالمي 18 مرة. في بطولة العالم للسباحة التابعة التي نظمتها اللجنة البارالمبية الدولية سنة 2006 في ديربان  في جنوب أفريقيا، فازت جيسيكا بتسع ميداليات ذهبية وشاركت في سبع منافسات فردية متنوعة ومنافستي سباحة تتابع. حملت خمسة أرقام قياسية عالمية، ما جعلها معروفة أكثر خارج عالم الرياضة البارالمبية. في 2006، أصبحت لونغ أول رياضية بارالمبية تُختار للفوز بجائزة جيمس إي. سوليفان المُقدمة من الاتحاد الرياضي للرياضيين الهواة. تُوجت أيضا بجائزة بارالمبية العام لسنة 2006 من اللجنة الأولمبية والبارالمبية الأمريكية، وسباحة العام البارالمبية لنفس السنة من مجلة عالم السباحة.
في يونيو 2021 أعلنت الولايات المتحدة عن مُشاركة 34 سباحا بارالمبيا في الألعاب البارالمبية الصيفية 2020 بطوكيو. عُينت لونغ قائدة لفريق السيدات المكون من كُل من ماكينزي كوان وإليزابيث ماركس وريبيكا مايرز ومالوري ويغمان.
في 14 أبريل 2022، أُعلن عن تواجد اسم لونغ ضمن القائمة التي ستُمثل الولايات المتحدة في بطولة العالم للسباحة البارالمبية 2022. في 29 أبريل 2023، كانت لونغ مُدرجة في قائمة سباحي الولايات المتحدة المُشاركة في بطولة العالم للسباحة البارالمبية 2023.
في الألعاب البارالمبية الصيفية 2024 فازت لونغ بميداليتين ذهبيتين. منعت اللجنة الأولمبية والبارالمبية الأمريكية لونغ من حضور حفل اختتام الألعاب البارالمبية الصيفية 2024 بعد أن شككت في إعاقة زميلتها كريستي رالي كروسلي على وسائل التواصل الاجتماعي، ووُجهت لها اتهامات بالتنمر. حصلت لونغ أيضا على إيقاف من الفريق الوطني الأمريكي للسباحة البارالمبية.

### الإنجازات الرياضية
CR: رقم قياسي في البطولة، WR: رقم قياسي عالمي
- 2004: ثلاث ميداليات ذهبية: 100م سباحة حرة، 400م سباحة حرة، تتابع 4 × 100 م سباحة حرة – الألعاب البارالمبية 2004.
- 2005: خمس ميداليات ذهبية، ميدالية برونزية، رقمان قياسيان عالميان، ومُنحت لقب سباحة البطولة – بطولة الولايات المتحدة البارالمبية المفتوحة للسباحة 2005، مينيابوليس.
- 2006: رقمان قياسيان عالميان (100م سباحة فراشة، 200م متنوع فردي) – بطولة بلايز سبورتس جورجيا المفتوحة، أتلانتا.
- 2006: رياضية الشهر من اللجنة الأولمبية الأمريكية – يناير 2006.
- 2006: خمس ميداليات ذهبية، ميدالية فضية، أربعة أرقام قياسية عالمية (50م سباحة صدر، 50م سباحة فراشة، 200م سباحة صدر، 400م متنوع فردي) – بطولة كان-آم، لندن، كندا.
- 2006: فازت بجائزة جيمس إي. سوليفان[الإنجليزية] من الاتحاد الرياضي للرياضيين الهواة[الإنجليزية].
- 2006: سباحة العام البارالمبية من مجلة عالم السباحة[الإنجليزية].
- 2006: بارالمبية العام من اللجنة الأولمبية الأمريكية.
- 2006: المركز الثاني في تسلق الصخور السريع – ألعاب الأطراف[الإنجليزية].
- 2006: اختيرت كسباحة العام البارالمبية (جائزة تريشا زورن).
- 2006: رقمان قياسيان عالميان (100م سباحة فراشة، 200م متنوع فردي) – البطولة البلجيكية المفتوحة، أنتويرب، بلجيكا.
- 2006: 9 ميداليات ذهبية (100م حرة – (WR)، 100م سباحة فراشة – (WR)، 200م متنوع فردي – ، 400م سباحة حرة – (WR)، تتابع 4 × 100 م سباحة حرة 34 نقطة – (WR)، 50م سباحة حرة، 100م سباحة على الظهر، 100م سباحة صدر، تتابع 4 × 100 م متنوع 34 نقطة) – بطولة العالم للسباحة من اللجنة البارالمبية الدولية، ديربان، جنوب إفريقيا.
- 2007: ثلاثة أرقام قياسية عالمية (200م سباحة على الظهر، 400م متنوع فردي، 800م سباحة حرة) – بطولة كان-آم الربيعية للسباحة، مونتريال، كندا.
- 2007: ثلاثة أرقام قياسية عالمية (50م سباحة فراشة، 200م سباحة حرة، 1500م سباحة حرة) – بطولة GTAC المفتوحة، جامعة أوكلاند، روتشستر.
- 2007: حائزة على جائزة إيسبي لأفضل رياضية بارالمبية من إي إس بي إن.[13][14]
- 2007: اختيرت كسباحة العام للمعاقين من الولايات المتحدة للسباحة (جائزة تريشا زورن)
- 2007: المركز الأول، 50م سباحة على الظهر، 50م سباحة فراشة، 100م سباحة على الظهر، 100م سباحة صدر، 100م سباحة حرة، 200م سباحة فراشة؛ المركز الثاني، 50م سباحة حرة – بطولة الولايات المتحدة البارالمبية المفتوحة للسباحة، كوليج بارك، ماريلند.
- 2008: رقم قياسي عالمي، S8 100م سباحة فراشة – بطولة كان-آم، فيكتوريا.
- 2008: جائزة خوان أنطونيو سامارانش للرياضي البارالمبي مُقدمة من اللجنة الأولمبية الدولية.
- 2008: أربع ميداليات ذهبية، ثلاثة أرقام قياسية عالمية (400م سباحة حرة – (WR)، 100م سباحة حرة – (WR)، 200م متنوع فردي – (WR)، 100م سباحة فراشة)؛ ميدالية فضية (100م سباحة على الظهر)؛ ميدالية برونزية (100م سباحة صدر) – الألعاب البارالمبية الصيفية 2008.
- 2009: سبع ميداليات ذهبية (100م سباحة صدر، 100م سباحة فراشة، 50م سباحة حرة، 50م سباحة فراشة، 400م سباحة حرة، 50م سباحة صدر، 100م سباحة حرة) – بطولة كان-آم الربيعية، غريشام.
- 2009: سبع ميداليات ذهبية، رقم قياسي عالمي، S8 100م سباحة صدر – بطولة كان-آم الصيفية، إدمونتون.
- 2009: أربع ميداليات ذهبية وأرقام قياسية عالمية (100م سباحة حرة – (WR)، 400م سباحة حرة – (WR)، 100م سباحة صدر – (WR)، 100م سباحة فراشة – (WR))؛ أربع ميداليات فضية (50م سباحة حرة، 100م متنوع فردي، 200م متنوع فردي، تتابع 4 × 100 م سباحة حرة 34 نقطة) – بطولة العالم للسباحة 25م من اللجنة البارالمبية الدولية، ريو دي جانيرو.
- 2010: ست ميداليات ذهبية (50م سباحة حرة، 100م سباحة حرة، 400م سباحة حرة، 100م سباحة صدر، 100م سباحة فراشة، 100م سباحة صدر) – البطولة الوطنية كان-آم، سان أنطونيو.
- 2010: سبع ميداليات ذهبية، رقمان قياسيان عالميان (100م سباحة حرة، 400م سباحة حرة، 100م سباحة على الظهر، 100م سباحة فراشة، 200م متنوع فردي – (WR)، تتابع 4 × 100 م سباحة حرة 34 نقطة – (WR)، تتابع 4 × 100 م متنوع 34 نقطة)؛ ميداليتان فضيتان (50م سباحة حرة، 100م سباحة صدر) – بطولة العالم للسباحة من اللجنة البارالمبية الدولية، آيندهوفن، هولندا.
- 2011: تسع ميداليات ذهبية، أربعة أرقام قياسية عالمية (50م سباحة حرة، 100م سباحة حرة – (WR)، 400م سباحة حرة – (WR)، 100م سباحة فراشة – (WR)، 100م سباحة على الظهر، 100م سباحة صدر، 200م متنوع فردي – (WR)، تتابع 4 × 100 م سباحة حرة 34 نقطة، تتابع 4 × 100 م متنوع 34 نقطة) – بطولة المحيط الهادئ للسباحة البارالمبية، إدمونتون، كندا.
- 2011: ست ميداليات ذهبية (100م سباحة حرة، 100م سباحة صدر، 50م سباحة على الظهر، 100م سباحة على الظهر، 100م سباحة فراشة، 200م متنوع فردي) – بطولة كان-آم المفتوحة للسباحة، لا ميرادا.
- 2011: سباحة العام البارالمبية من مجلة عالم السباحة[الإنجليزية].
- 2012: حائزة على جائزة إيسبي لأفضل رياضية بارالمبية من إي إس بي إن[15][16]
- 2012: خمس ميداليات ذهبية (100م سباحة فراشة، 400م سباحة حرة، 100م سباحة صدر، 200م متنوع فردي، 100م سباحة حرة)؛ ميداليتان فضيتان (تتابع 4 × 100 م سباحة حرة 34 نقطة، 100م سباحة على الظهر)؛ ميدالية برونزية (تتابع 4 × 100 م متنوع 34 نقطة) – الألعاب البارالمبية الصيفية 2012.
- 2012: بارالمبية العام الرياضية من اللجنة الأولمبية والبارالمبية الأمريكية[17]
- 2013: ثلاث ميداليات ذهبية (100م سباحة حرة، 200م متنوع فردي، 400م سباحة حرة) – البطولة الوطنية الربيعية البارالمبية الأمريكية للسباحة/كان-آم، مينيابوليس.
- 2013: ثلاث ميداليات ذهبية، رقم قياسي عالمي (200م متنوع فردي، 400م سباحة حرة، 100م سباحة فراشة – (WR))؛ ميدالية فضية (100م سباحة حرة)؛ ميدالية برونزية (تتابع 4×100م سباحة حرة) – بطولة العالم للسباحة في مونتريال بكندا.
- 2013: جائزة إيسبي لأفضل رياضية بارالمبية من إي إس بي إن.[18][19]
- 2014: أربع ميداليات ذهبية (100م سباحة حرة، 200م متنوع فردي، 100م سباحة على الظهر، 400م سباحة حرة) – البطولة الوطنية الربيعية البارالمبية الأمريكية للسباحة/كان-آم، ميامي.
- 2014: ست ميداليات ذهبية (100م سباحة حرة، 100م سباحة صدر، تتابع 4×100 سباحة حرة، 400م سباحة حرة، 100م سباحة فراشة، 200 متنوع فردي)؛ ميداليتان فضيتان (100م سباحة على الظهر، تتابع 4×100 متنوع) – بطولة المحيط الهادئ للسباحة البارالمبية، باسادينا.[20]
- 2014: رياضية العام للسباحة البارالمبية من موقع أخبار السباحة سويم سوام[الإنجليزية][21]
- 2015: أربع ميداليات ذهبية (100م سباحة فراشة، 100م سباحة صدر، 200م متنوع فردي، 400م سباحة حرة)؛ ثلاث ميداليات فضية (100م سباحة حرة، تتابع 4 × 100 م سباحة حرة، 100م سباحة على الظهر) – بطولة العالم للسباحة في غلاسكو.[22]
- 2015: اختيرت كسباحة العام البارالمبية الولايات المتحدة للسباحة (جائزة تريشا زورن).
- 2016: ميدالية ذهبية واحدة (200م متنوع فردي SM8)؛ ثلاث ميداليات فضية (100م سباحة صدر SB7، 400م سباحة حرة S8، تتابع 4×100م سباحة حرة 34 نقطة)؛ ميداليتان برونزيتان (100م سباحة فراشة S8، 100م سباحة على الظهر S8) – الألعاب البارالمبية الصيفية 2016.
- 2022: جائزة إيسبي لأفضل رياضية بارالمبية من إي إس بي إن.[23][24]

## في وسائل الإعلام
في برنامج خاص على قناة إن بي سي عام 2014 بعنوان "الطريق الطويل إلى الوطن"، عُرضت رحلة جيسيكا لونغ للقاء والديها البيولوجيين. جُسدت قصة تبنيها في إعلان لشركة تويوتا بعنوان التيار العكسي، عُرض بعدها خلال مباراة السوبر بول لسنة 2021، وأيضًا خلال الألعاب الأولمبية الصيفية 2020 والألعاب البارالمبية الصيفية 2020.

## أنظر أيضا
- قائمة الأرقام القياسية البارالمبية في السباحة

## وصلات خارجية
- جيسيكا لونغ على موقع Paralympic.org (الإنجليزية)
- جيسيكا لونغ على موقع IPC.InfostradaSports.com (مؤرشف) (الإنجليزية)
- جيسيكا لونغ على موقع اللجنة الأولمبية والبارالمبية الأمريكية (الإنجليزية)

- جيسيكا لونغ في اللجنة الأولمبية الأمريكية   (archived 2023-07-13)
- جيسيكا لونغ في اللجنة البارالمبية الدولية
- الموقع الرسمي

| الجوائز و الإنجازات              | الجوائز و الإنجازات                                | الجوائز و الإنجازات        |
| -------------------------------- | -------------------------------------------------- | -------------------------- |
| سبقه سارة رينيرتسن مالوري ويغمان | جائزة إيسبي لأفضل رياضية بارالمبية 2007 2012، 2013 | تبعه شاي أوبرغ جيمي ويتمور |